# José Enrique
José Enrique Sánchez Díaz (Valencia, 23 januari 1986) - alias José Enrique - is een Spaans voormalig voetballer die doorgaans als verdediger speelde. Hij kwam van 2005 tot en met 2017 uit voor achtereenvolgens Valencia, Celta de Vigo, Villarreal, Newcastle United, Liverpool en Real Zaragoza.

## Clubvoetbal
José Enrique stroomde in 2004 door vanuit de jeugdopleiding van UD Levante, waar hij zijn wedstrijden vervolgens speelde in het tweede team. Na de degradatie van de club naar de Segunda División A in 2005 tekende José Enrique bij Valencia, dat hem direct voor een jaar verhuurde aan Celta de Vigo. Ook met deze club degradeerde hij in zijn eerste jaar naar de Segunda A en opnieuw volgde een transfer, nu naar Villarreal CF. Met deze club speelde José Enrique in het seizoen 2006/07 in de UEFA Champions League. In augustus 2007 werd hij vervolgens gecontracteerd door Newcastle United. José Enrique maakte op 29 augustus 2007 zijn debuut voor de Engelse club, tegen Barnsley. In augustus 2011 maakte hij een binnenlandse transfer naar Liverpool. Hier stond hij vijf jaar onder contract voor hij in 2016 naar Real Zaragoza ging. Zijn eerste jaar bij de Spaanse club werd het laatste uit zijn actieve carrière, die hij daarna beëindigde vanwege een aanhoudende knieblessure.
José Enrique werd in juni 2018 geopereerd aan een hersentumor. Hij kreeg tijdens een bezoek aan zijn oude trainer Chris Hughton klachten die in eerste instantie leken op migraine. Onderzoek wees uit dat er een tumor vlak achter zijn oog zat.

## Interlandcarrière
José Enrique behoorde in 2005 tot de Spaanse selectie voor het WK –20 in Nederland. Hij speelde in 2007 ook twee wedstrijden met Spanje –21.

## Erelijst
| Competitie            |                  |                  |                  |                  |
| Competitie            | Aantal           | Jaren            |                  |                  |
| Newcastle United      | Newcastle United | Newcastle United | Newcastle United | Newcastle United |
| --------------------- | ---------------- | ---------------- | ---------------- | ---------------- |
| Kampioen Championship | 1x               | 2009/10          |                  |                  |
| Liverpool             |                  |                  |                  |                  |
| League Cup            | 1x               | 2011/12          |                  |                  |